# Кора (статуа девојке)
Кора (грч. Κόρη) је статуа девојке у архајској грчкој уметности. Коре су представљане као обучене девојке које стоје и са карактеристичним осмехом. Већи број кора је откривен у грчким светилиштима, где су вероватно постављане као вотивни дарови. На атинском акропољу су нађене у персијском шуту. Могуће је разликовати јонски и атички тип коре према одећи и уопште стилским одликама.
Грчки вајари су инспирацију налазили у митовима, па су богове и хероје представљали као усправне младиће и девојке. Статуе младића звале су се куроси а девојака коре. И куроси и коре су израђиване у природној величини. Биле су веома укочене и правих линија. Руке су биле припијене уз тело или савијене као да приносе жртву. Пошто се грчко вајарство брзо развијало, ове укочене статуе су брзо замењене статуама које су дочаравале сву лепоту људског тела.